# آتش‌ماهی برازنده
آتش‌ماهی برازنده (نام علمی: Nemateleotris decora) نام یک گونه از سرده آتش‌ماهی است.